# Nationale Bank van Samoa
De Nationale Bank van Samoa is een lokaal eigendom en private bank in Samoa.

## Geschiedenis
Het idee voor het vormen van een bank was er voor het eerst in maart 1994 door Luamanuvae Dick Meredith, een succesvolle Samoaanse zakenman, matai en ondernemer.
In november dat jaar werd een bankvergunning gezocht en later verleend op 27 februari 1995. De bank opende officieel haar deuren als de Nationale Bank van Samoa Ltd op 11 november 1996.
De stichtgende voorzitter was Muagututi'a George Meredith. Muagututi'a George Meredith gaf zijn ontslag in 1998 en Poumau Ena Edward Meredith werd benoemd tot voorzitter van 1998 to 2002. Oloipola Terrence Betham werd voorzitter tot medio 2007. De huidige voorzitter is Sala Epa Tuioti.
Vandaag is de Nationale Bank van Samoa een bloeiende en succesvolle bank met een volledig assortiment van de retail-diensten, waaronder sparen, lenen en internationale diensten aan haar klanten. Het is nog steeds 100% lokaal eigendom en heeft een belangrijke periode van groei in de afgelopen twee jaar.
De Nationale Bank van Samoa is nu gepositioneerd om rechtstreeks te concurreren met de grotere internationale niet-Samoa banken die ook actief zijn in de Samoaanse markt.